# 阿拉泊韦
阿拉泊韦（INN：Alisporivir；开发代号：Debio 025、DEB025或UNIL-025）是一种亲环蛋白抑制剂。它是环孢素衍生物。
它抑制亲环蛋白A。阿拉泊韦不具有免疫抑制作用。
正在研究它在丙型肝炎治疗中的潜在用途。它还被研究用以治疗杜氏肌营养不良症，并可能具有治疗阿尔茨海默病的潜力。
自2010年2月以来，阿拉泊韦在日本的开发和销售由Debiopharm进行，而诺华则负责世界其他地区开发和销售（由Debiopharm授予许可）。